# ユリック・バーク (初代ゴールウェイ子爵)
初代ゴールウェイ子爵ユリック・バーク（英語: Ulick Bourke, 1st Viscount of Galway、1670年ごろ – 1691年7月12日）は、アイルランド王国の軍人、貴族。ジャコバイトであり、ウィリアマイト戦争においてジェームズ2世の軍で歩兵連隊の指揮官を務めたが、1691年のオーグリムの戦いで戦死した。

## 生涯
第7代クランリカード伯爵ウィリアム・バークと妻ヘレン（旧姓マッカーティー、初代クランカーティ伯爵ドノー・マッカーティの娘）の四男として、1670年ごろに生まれた。
1687年6月2日、アイルランド貴族であるゴールウェイ子爵とゴールウェイ県におけるチャーキン男爵に叙された。
1688年7月30日、フランシス・レーン（Frances Lane、1674年12月4日 – 1713年12月17日、初代レインズバラ子爵ジョージ・レーンの娘）と秘密結婚した。
1689年にジェームズ2世が招集したアイルランド議会に出席した。同年に3千から4千人の兵士を招集したが、パトリック・サースフィールドはこの寄せ集めを整理して、約650人からなる歩兵連隊に編成した。続くウィリアマイト戦争ではジェームズ2世の軍で歩兵連隊の指揮官を務め、1690年のバー包囲戦に参戦したが、1691年7月12日のオーグリムの戦いで戦死した。妻との間で男子がなく、爵位はすべて廃絶した。死去と前後して法外追放を宣告された。
ゴールウェイ子爵の死後、妻フランシスは同1691年にヘンリー・フォックス（Henry Fox、1719年没）と再婚、息子ジョージ（のちの初代ビングリー男爵）をもうけた。